# NGC 233
NGC 233은 안드로메다자리에 위치한 타원 은하이다. 1784년 9월 11일, 윌리엄 허셜에 의해 발견되었다.